# Muscat-Mausschwanzfledermaus

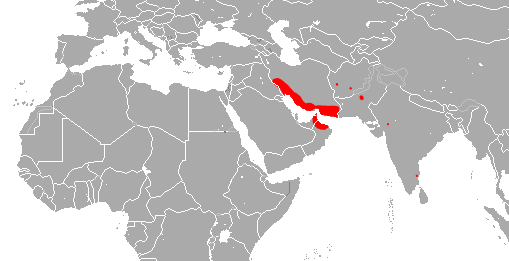
Verbreitungsgebiet der Muscat-Mausschwanzfledermaus, jedoch nicht Indien

Die Muscat-Mausschwanzfledermaus (Rhinopoma muscatellum) ist ein in Vorderasien verbreitetes Fledertier in der Familie der Mausschwanzfledermäuse. Eine früher zu dieser Art gerechnete Population aus Ägypten wurde in die MacInnes-Mausschwanzfledermaus (Rhinopoma macinnesi) eingeordnet.

## Merkmale
Mit einer Kopf-Rumpf-Länge von 53 bis 64 mm, einer Schwanzlänge von 56 bis 75 mm und einem Gewicht von 4,5 bis 14 g ist die Art ein kleiner Gattungsvertreter. Sie hat 49 bis 55 mm lange Unterarme, Hinterfüße von 12 bis 13 mm Länge und 18 bis 22 mm lange Ohren. Wie bei anderen Mausschwanzfledermäusen ist das Fell hellgrau mit braunen Tönungen, wobei die Unterseite leicht heller erscheint. Kennzeichnend sind ein weniger dreieckiges Nasenblatt sowie abweichende Details des Schädels und der Zahnkronen.

## Verbreitung
Diese Fledermaus lebt im Südosten der Arabischen Halbinsel in den Vereinigten Arabischen Emiraten und in Oman sowie im Westen von Iran und in angrenzenden Gebieten von Irak. Disjunkte Populationen gibt es im Süden von Afghanistan und im Nordwesten von Pakistan. Die Exemplare halten sich im Hügel- und Bergland zwischen 700 und 1100 Meter Höhe auf. Sie bewohnen Halbwüsten sowie offene Wälder und besuchen Ackerland.

## Lebensweise
Die Muscat-Mausschwanzfledermaus wird hauptsächlich im Frühjahr und Herbst registriert. Ob sie in den anderen Jahreszeiten Winterschlaf oder eine Starre-Phase (Torpor) einnimmt, ist nicht bekannt. Die Exemplare ruhen einzeln oder in Kolonien, die 50 oder selten 200 Mitglieder haben, können in Höhlen, Felsspalten oder in ungenutzten Gebäuden. Manchmal wird das Versteck mit dem Nilflughund, Geoffroys Dreizackblattnase oder der Ägyptischen Grabfledermaus geteilt. Die Jagd erfolgt meist über offenem Gelände und in der Nähe von Wasserläufen. Zur Nahrung zählen je nach Jahreszeit und Verbreitung Ameisen, Käfer, Wanzen und Schmetterlinge. Die Frequenz der Rufe zur Echoortung liegt zwischen 30 und 37 kHz. Funde von trächtigen Weibchen sind im Oman aus dem Juni und Juli bekannt, während Weibchen im August und September aktive Zitzen hatten.

## Gefährdung
Vermutlich wirken sich Störungen am Ruheplatz negativ aus. Die IUCN listet die Art aufgrund der weiten Verbreitung und da keine deutliche Abnahme der Population erkennbar ist als nicht gefährdet (least concern).